# Amos Masondo

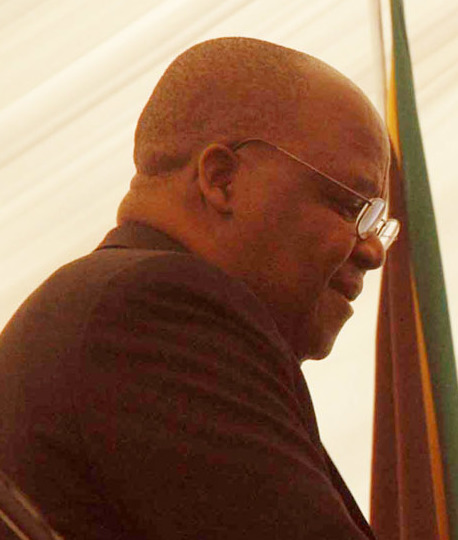
Amos Masondo (2007)

Amos Nkosiyakhe Masondo (* 21. April 1953 in Louwsburg) ist ein südafrikanischer Politiker. Er ist Mitglied des African National Congress (ANC). Von 2000 bis 2011 war er Bürgermeister der Metropolgemeinde City of Johannesburg. 2019 wurde er zur Chairperson des National Council of Provinces gewählt.

## Leben
Masondo wurde in der damaligen Provinz Natal geboren, wuchs jedoch im Township Soweto auf. 1972 wurde er Mitglied der Studentenbewegung SASM und war von 1974 an in politische Untergrundaktivitäten involviert. Masondo wurde jedoch schon bald verhaftet und in den Jahren 1975–1982 auf Robben Island inhaftiert. Nach seiner Freilassung trat er der „Soweto Civic Association“ (SCA) bei, einer lokalen Bürgerrechtsorganisation. In der gleichen Zeit war er auch im „Committee of Ten“ tätig, einer Gruppe von Aktivisten, die in der Zeit nach den Unruhen von 1976 eine Führungsrolle übernahm. Des Weiteren war Masondo in den Jahren 1981–1985 in der Gewerkschaft „General and Allied Worker’s Union“ (GAWU) aktiv, von 1983 an in organisatorischer Funktion. Im gleichen Jahr gründete er die „United Democratic Front“ (UDF) mit, die zu einer der wichtigsten Anti-Apartheid-Organisationen wurde.
Von Juni 1985 bis März 1986 und Juli 1986 bis Juli 1989 war Masondo erneut in Haft. In der Folgezeit wurde das Ende der Apartheid eingeleitet, in dieser Übergangsphase war er von 1989 bis 1993 beim Gewerkschaftsdachverband Congress of South African Trade Unions (COSATU) tätig. Von 1990 an, seit der Legalisierung des ANC, war Masondo in diesem auf Provinzebene aktiv und übernahm im Vorjahr der Wahlen von 1994 koordinative Aufgaben. Im Anschluss daran war er in den Jahren 1994–1998 in der neugeschaffenen Provinz Gauteng für die Regierung im Executive Council für den Gesundheitsbereich zuständig. 1996 war Masondo in dieser Provinz auch Schatzmeister des ANC und vor seinem Antritt als Bürgermeister von 1999 bis 2000 politischer Berater des Gauteng-Premiers Mbhazima Shilowa.
In der Kandidatenkür für das Bürgermeisteramt war Masondo nicht die erste Wahl gewesen, und in Pressekommentaren wurde ihm ein Mangel an Charisma attestiert. Der Wahlsieg des ANC bei den Kommunalwahlen vom Dezember 2000 fiel mit 59,18 % gegenüber dem einzigen ernstzunehmenden Konkurrenten, der Demokratischen Allianz (33,78 %), dennoch deutlich genug aus.
Masondo stand einer Stadt mit einer enormen Kriminalitätsrate und großen sozialen Spannungen vor. In seine Regierungszeit fiel der Ausbau der Zahl an Überwachungskameras in der Innenstadt. Dies stand auch in Zusammenhang mit der Herausforderung, zur Fußball-Weltmeisterschaft 2010 die Sicherheitsfrage so weit wie möglich zu klären. Masondo hatte in diesem Zusammenhang erklärt, eine ausreichende Infrastruktur bereitstellen zu wollen.
2019 wurde Masondo zur Chairperson des National Council of Provinces gewählt, der ersten Kammer des südafrikanischen Parlaments.

### Familiäres
Masondo ist verheiratet und hat drei Kinder.